# 4433 Goldstone
4433 Goldstone è un asteroide della fascia principale. Scoperto nel 1981, presenta un'orbita caratterizzata da un semiasse maggiore pari a 2,4314505 UA e da un'eccentricità di 0,1373029, inclinata di 9,34734° rispetto all'eclittica.
Dall'8 giugno all'8 luglio 1990, quando 4460 Bihoro ricevette la denominazione ufficiale, è stato l'asteroide denominato con il più alto numero ordinale. Prima della sua denominazione, il primato era di 4380 Geyer.
L'asteroide è dedicato al Goldstone Deep Space Communications Complex.